# Abdou Diallo
Abdou Diallo (Tours, 1996. május 4. –) szenegáli válogatott labdarúgó, az el-Arabi játékosa.

## Magánélete
Öccse, Ibrahima Diallo szintén profi labdarúgó.

## Pályafutása

### Klubcsapatokban
Diallo 15 éves korában csatlakozott az AS Monaco ifjúsági akadémiájához.  2014. március 28-án írta alá az első profi szerződését a klubbal. December 14-én debütált az első csapatban, Bernardo Silva helyett lépett pályára az Olympique Marseille ellen 1–0-ra megnyert bajnoki mérkőzésen.
2015 júniusában a belga Zulte-Waregemhez került kölcsönbe a 2015–16-as szezonra. 33 bajnoki mérkőzésen háromszor talált az ellenfelek hálójába a belga élvonalban. 2016 decemberében a spanyol Real Betis szerződtette volna. A következő, 2016–17-es idényt a Monacónál töltötte, és öt alkalommal kapott lehetőséget a bajnoki címet nyerő együttesben a szezon során.
2017. július 14-én a német első osztályú Mainz 05 csapata igazolta le, Diallo ötéves szerződést írt alá. Szeptember 9-én, a Bayer Leverkusen ellen szerezte első gólját a Bundesligában. Decemberben a Mirror.co.uk arról számolt be, hogy az Arsenal vele szeretné pótolni a visszavonuló Per Mertesackert. A szezonban 27 bajnoki mérkőzésen lépett pályára.
2018. június 26-án a Borussia Dortmund játékosa lett. ötéves szerződést írt alá új klubjánál, akik 28 millió eurót fizettek érte a Mainznak. Egy interjúban azt nyilatkozta, hogy honfitársa, Ousmane Dembélé tanácsolta neki, hogy csatlakozzon a klubhoz. Szeptember 15-én az Eintracht Frankfurt ellen 3–1-re megnyert bajnokin szerezte meg első gólját a végül ezüstérmet szerző sárga-fekete csapatban, amelyben 28 bajnokin kapott lehetőséget a szezon során.
2019. július 16-án a Paris Saint-Germain igazolta le 32 millió euróért.
2022. szeptember 1-jén kölcsönbe került a német RB Leipzig csapatához, vásárlási opcióval, amely 20 millió euró.
Szeptember 6-án debütált a Sahtar Doneck elleni 4–1-re elvesztett Bl-mérkőzésen, négy nappal később a bajnokságban is pályára lépett, a Borussia Dortmund elleni 3–0-ás győzelem során. Október 15-én szerezte egyetlen gólját a Hertha BSC elleni 3–2-re végződő bajnoki 30. percében, Szoboszlai Dominik szögletét követően fejjel volt eredményes.
2023. augusztus 15-én négyéves szerződést írt alá a katari el-Arabi csapatával.

### A válogatottban
Franciaországban született, Tours városában, de szülei révén szenegáli származású. Többszörös utánpótlás válogatott.

## Statisztika

### Klubokban
2023. június 8-i állapot szerint
| Klub                    | Szezon           | Bajnokság        | Bajnokság | Bajnokság | Kupa  | Kupa  | Ligakupa | Ligakupa | Nemzetközi | Nemzetközi | Egyéb | Egyéb | Összesen | Összesen |
| Klub                    | Szezon           | Liga             | Mérk.     | Gólok     | Mérk. | Gólok | Mérk.    | Gólok    | Mérk.      | Gólok      | Mérk. | Gólok | Mérk.    | Gólok    |
| ----------------------- | ---------------- | ---------------- | --------- | --------- | ----- | ----- | -------- | -------- | ---------- | ---------- | ----- | ----- | -------- | -------- |
| AS Monaco               | 2014–15          | Ligue 1          | 5         | 0         | 1     | 0     | 2        | 0        | 0          | 0          | —     | —     | 8        | 0        |
| AS Monaco               | 2016–17          | Ligue 1          | 5         | 0         | 4     | 0     | 1        | 0        | 1          | 0          | —     | —     | 11       | 0        |
| AS Monaco               | Összesen         | Összesen         | 10        | 0         | 5     | 0     | 3        | 0        | 1          | 0          | —     | —     | 19       | 0        |
| Zulte-Waregem (kölcsön) | 2015–16          | Jupiler League   | 33        | 3         | 2     | 0     | —        | —        | —          | —          | —     | —     | 35       | 3        |
| Zulte-Waregem (kölcsön) | Összesen         | Összesen         | 33        | 3         | 2     | 0     | —        | —        | —          | —          | —     | —     | 35       | 3        |
| Mainz 05                | 2017–18          | Bundesliga       | 27        | 2         | 3     | 1     | —        | —        | —          | —          | —     | —     | 30       | 3        |
| Mainz 05                | Összesen         | Összesen         | 27        | 2         | 3     | 1     | —        | —        | —          | —          | —     | —     | 30       | 3        |
| Borussia Dortmund       | 2018–19          | Bundesliga       | 28        | 1         | 3     | 0     | —        | —        | 7          | 0          | —     | —     | 38       | 1        |
| Borussia Dortmund       | Összesen         | Összesen         | 28        | 1         | 3     | 0     | —        | —        | 7          | 0          | —     | —     | 38       | 1        |
| Paris Saint-Germain     | 2019–20          | Ligue 1          | 16        | 0         | 1     | 0     | 2        | 0        | 3          | 0          | 1     | 0     | 23       | 0        |
| Paris Saint-Germain     | 2020–21          | Ligue 1          | 22        | 0         | 5     | 0     | —        | —        | 8          | 0          | 1     | 0     | 36       | 0        |
| Paris Saint-Germain     | 2021–22          | Ligue 1          | 12        | 0         | 1     | 0     | —        | —        | 2          | 0          | 1     | 0     | 16       | 0        |
| Paris Saint-Germain     | Összesen         | Összesen         | 50        | 0         | 7     | 0     | 2        | 0        | 13         | 0          | 3     | 0     | 75       | 0        |
| RB Leipzig (kölcsön)    | 2022–23          | Bundesliga       | 8         | 1         | 2     | 0     | —        | —        | 5          | 0          | —     | —     | 15       | 1        |
| RB Leipzig (kölcsön)    | Összesen         | Összesen         | 8         | 1         | 2     | 0     | —        | —        | 5          | 0          | —     | —     | 15       | 1        |
| Karrier összesen        | Karrier összesen | Karrier összesen | 156       | 7         | 22    | 1     | 5        | 0        | 26         | 0          | 3     | 0     | 212      | 8        |

Jegyzetek

## Sikerei, díjai

### Klubokban
AS Monaco
- Francia bajnok: 2016–17

Paris Saint-Germain
- Francia bajnok: 2019–20,[20] 2021–22[21]
- Francia kupa: 2019–20,[22] 2020–21[23]
- Francia ligakupa: 2019–20[24]
- Francia szuperkupa: 2019, 2020,[25] 2022[26]

RB Leipzig
- DFB-Pokal: 2022/23

### A válogatottban
- Szenegál
  - Afrikai nemzetek kupája: 2021